# Diego Almeida
Diego Almeida Crespo (Rubí, Barcelona, España; 12 de febrero de 2004) es un futbolista hispano-ecuatoriano. Juega como defensa o pivote defensivo y su equipo actual es la Sociedad Deportiva Huesca "B" de la Tercera Federación de España.

## Inicios

### F. C. Barcelona Atlètic
En la temporada 2021-22 el jugador tuvo su primer partido oficial con el F. C. Barcelona Atlètic siendo titular jugando 67 minutos en la derrota de su club 2-1.

### Columbus Crew 2
El 16 de septiembre de 2023 se anunció su incorporación al Columbus Crew 2 de Estados Unidos, equipo de la MLS Next Pro de ese país.

### Sestao River Club
En julio de 2024 volvió a España para firmar por el Sestao River Club de la Primera Federación, con un contrato hasta julio de 2025. Meses después rescindió su contrato con el club.

### A. E. Prat
En octubre de 2024 firmó por una temporada con la Associació Esportiva Prat de la Quinta División de España.

### S. D. Huesca B
En julio de 2025 firma por el filial de la Sociedad Deportiva Huesca debutando con dos goles en el partido de octavos de final de la Copa Diputación.

## Selección nacional

### Categorías inferiores
En 2018 Almeida es convocado por la selección sub-15 de Ecuador, el país de sus padres, jugando dos partidos. Tras esto representó a España, su país de nacimiento, en la sub-15, sub-16, sub-17 y sub-18.

### Selección nacional
Finalmente debuta con la selección absoluta de Ecuador el 4 de diciembre de 2021, entrando como sustituto de Gustavo Vallecilla en un empate por 1-1 frente a El Salvador.

### Partidos internacionales
Actualizado al último partido disputado el 4 de diciembre de 2021.
| \| N.° \| Fecha \| Ciudad \| Rival \| Resultado \| Resultado \| Competencia \| \| --- \| ---------------------- \| ------- \| ----------- \| --------- \| --------- \| ----------- \| \| 1. \| 4 de diciembre de 2021 \| Houston \| El Salvador \| 1-1 \| Empate \| Amistoso \| |                        |         |             |           |           |             |
| N.° | Fecha                  | Ciudad  | Rival       | Resultado | Resultado | Competencia |
| 1. | 4 de diciembre de 2021 | Houston | El Salvador | 1-1       | Empate    | Amistoso    |

## Estadísticas

### Clubes
Actualizado al último partido disputado el 7 de julio de 2024.
| Club                              | Div.          | Temporada     | Liga  | Liga  | Liga   | Copas nacionales | Copas nacionales | Copas nacionales | Copas internacionales | Copas internacionales | Copas internacionales | Total | Total | Total  |
| Club                              | Div.          | Temporada     | Part. | Goles | Asist. | Part.            | Goles            | Asist.           | Part.                 | Goles                 | Asist.                | Part. | Goles | Asist. |
| --------------------------------- | ------------- | ------------- | ----- | ----- | ------ | ---------------- | ---------------- | ---------------- | --------------------- | --------------------- | --------------------- | ----- | ----- | ------ |
| F. C. Barcelona Juv. "A" · España | 1.ª           | 2020-21       | 15    | 0     | 0      | 4                | 0                | 0                | —                     | —                     | —                     | 19    | 0     | 0      |
| F. C. Barcelona Juv. "A" · España | 1.ª           | 2021-22       | 25    | 2     | 0      | 4                | 0                | 0                | 4                     | 0                     | 0                     | 33    | 2     | 0      |
| F. C. Barcelona Juv. "A" · España | 1.ª           | 2022-23       | 6     | 1     | 0      | —                | —                | —                | 3                     | 0                     | 0                     | 9     | 1     | 0      |
| F. C. Barcelona Juv. "A" · España | Total club    | Total club    | 46    | 3     | 0      | 8                | 0                | 0                | 7                     | 0                     | 0                     | 61    | 3     | 0      |
| F. C. Barcelona "B" · España      | 3.ª           | 2021-22       | 1     | 0     | 0      | —                | —                | —                | —                     | —                     | —                     | 1     | 0     | 0      |
| F. C. Barcelona "B" · España      | 3.ª           | 2022-23       | 0     | 0     | 0      | —                | —                | —                | —                     | —                     | —                     | 0     | 0     | 0      |
| F. C. Barcelona "B" · España      | Total club    | Total club    | 1     | 0     | 0      | 0                | 0                | 0                | 0                     | 0                     | 0                     | 1     | 0     | 0      |
| Columbus Crew 2 Estados Unidos    | 2.ª           | 2023          | 5     | 0     | 1      | —                | —                | —                | —                     | —                     | —                     | 5     | 0     | 1      |
| Columbus Crew 2 Estados Unidos    | 2.ª           | 2024          | 13    | 1     | 0      | —                | —                | —                | —                     | —                     | —                     | 13    | 1     | 0      |
| Columbus Crew 2 Estados Unidos    | Total club    | Total club    | 18    | 1     | 1      | 0                | 0                | 0                | 0                     | 0                     | 0                     | 18    | 1     | 1      |
| Sestao River Club · España        | 3.ª           | 2024-25       | 0     | 0     | 0      | —                | —                | —                | —                     | —                     | —                     | 0     | 0     | 0      |
| Sestao River Club · España        | Total club    | Total club    | 0     | 0     | 0      | 0                | 0                | 0                | 0                     | 0                     | 0                     | 0     | 0     | 0      |
| A. E. Prat · España               | 5.ª           | 2024-25       | 23    | 1     | 1      | 1                | 0                | 0                | —                     | —                     | —                     | 24    | 1     | 1      |
| A. E. Prat · España               | Total club    | Total club    | 23    | 1     | 1      | 1                | 0                | 0                | 0                     | 0                     | 0                     | 24    | 1     | 1      |
| S. D. Huesca B · España           | 5.ª           | 2025-26       | 0     | 0     | 0      | 0                | 0                | 0                | —                     | —                     | —                     | 0     | 0     | 0      |
| S. D. Huesca B · España           | Total club    | Total club    | 0     | 0     | 0      | 0                | 0                | 0                | 0                     | 0                     | 0                     | 0     | 0     | 0      |
| Total carrera                     | Total carrera | Total carrera | 88    | 6     | 3      | 9                | 0                | 0                | 7                     | 0                     | 0                     | 104   | 6     | 2      |
| 1. 2.                             |               |               |       |       |        |                  |                  |                  |                       |                       |                       |       |       |        |

## Palmarés

### Campeonatos nacionales
| Título                        | Club            | Año  |
| ----------------------------- | --------------- | ---- |
| MLS Next Pro Conferencia Este | Columbus Crew 2 | 2023 |